# 献貞王后
献貞王后 皇甫氏（けんていおうこう こうほし、韓：헌정왕후 황보씨）は、高麗5代の王である景宗の第3王妃で、第8代顕宗の生母。諡号は孝肅仁惠順聖大王太后。

## 生涯
太祖の王子王旭と夫人柳氏との間に生まれる。同母兄に成宗（王治）、同母姉に献貞王后皇甫氏がいる。王室の風習に従い、外祖母である神静王后皇甫氏にちなんで自らも皇甫姓を名乗った。
姉と共に従兄にあたる景宗の第4王妃となったが、景宗との間に子を儲けられずに、太平興国6年（981年）に景宗と死別した。兄の成宗即位後は王太后となり、宮殿を離れ、王輪寺南側にある私邸で暮らした。
しかし、近隣で暮らしていた叔父である王郁とお互いの私邸を往来していくことで恋仲に発展してしまう。ある日、王郁の奴婢が王郁の家にわざわざ火を付けたことで兄に知られてしまう。彼女は私邸にて、992年8月1日に王詢（ワン・ジュン、後の顕宗）を出産。しかし、同日に産褥死した。
他にも993年に没した説もある。息子である王詢は兄の成宗が養育した。死後に孝粛王太后と追尊された。

## 家族
- 父：王旭（戴宗と追尊、911年? - 969年）
- 母：柳氏（宣義王后と追尊、生没年不明）
- 兄：成宗（960年 - 997年）
- 妹：献哀王后皇甫氏（? - 992年）
  - 甥：穆宗（992年 - 1031年）
- 夫：景宗（955年 - 981年）
- 内縁の夫：王郁（? - 997年）
  - 長男：顕宗（980年 - 1009年）

## 登場作品

### テレビドラマ
- 千秋太后 - （2009年、KBS2）演：パク・ウンビン→シネ